# مارکو پیچینی
مارکو پیچینی (انگلیسی: Marco Piccinni؛ زادهٔ ۱۹ آوریل ۱۹۸۷) بازیکن فوتبال اهل ایتالیا است.
از باشگاه‌هایی که در آن بازی کرده‌است می‌توان به باشگاه فوتبال پیاچنزا و باشگاه فوتبال باری اشاره کرد.